# Oro (film 1955)
Oro (A Prize of Gold) è un film del 1955 diretto da Mark Robson in Technicolor.
È tratto dal romanzo A Prize of Gold del 1953 di Max Catto.

## Trama
Il sergente maggiore Joe Lawrence, di stanza a Berlino poco dopo la fine della seconda guerra mondiale, s'innamora di Maria, una profuga.
Maria sta cercando di raccogliere abbastanza denaro per mandare un gruppo di orfani tedeschi in Sudamerica, dove possano iniziare una nuova vita. Joe desidera aiutarla e insieme ai suoi camerati inglesi, il sergente Morris, del Corpo di polizia militare, e l'ex pilota della RAF, Brian Hammell, progetta una rischiosa rapina. Una fortuna in lingotti d'oro recentemente scoperti sta per essere trasferita dall'Inghilterra alla Germania con un mezzo aereo militare e il terzetto intende sequestrare il velivolo.
Mentre la rapina sta andando come pianificato, i tre partecipanti incominciano a mutare le loro intenzioni sul cosa fare del bottino.

## Colonna sonora
La canzone del titolo è cantata da Joan Regan.

## Critica
«Insulso incrocio tra un romanzo rosa e un giallo (senza essere però un giallorosa)» * 